# Jönssonligan på Mallorca
Jönssonligan på Mallorca är en svensk filmkomedi från 1989 i regi av Mikael Ekman. Det är den femte i serien av Jönssonligan-filmer, och den sista där Gösta Ekman spelar huvudrollen som Charles Ingvar "Sickan" Jönsson.

## Handling
Dynamit-Harry, Ragnar Vanheden och Doris har flyttat till Mallorca där Doris driver en spa- och solanläggning under namnet Dorisol. Charles-Ingvar "Sickan" Jönsson är däremot kvar i ett regnigt och kallt Stockholm där han tillbringar tiden med att se till Doris bostad. Pengarna från IKEA-kuppen har ligans medlemmar lyckats förlora genom att investera dem i ett stort antal Fermenta-aktier. 
En dag dyker direktör Wall-Enberg upp och Sickan erbjuds en hel del pengar för att öppna ett kassaskåp av märket Franz Jäger. Skåpet finns på Mallorca. Sickan blir dock dragen vid näsan och svär att hämnas på Wall-Enberg. Han blir då tvungen att ta hjälp av sina gamla kumpaner Vanheden och Harry. Tillsammans upptäcker de att Wall-Enberg gör skumraskaffärer med antikviteter i samarbete med en svensk antikvitetshandlare i Palma, Gertrude Germann. Affärerna involverar stora pengar, även dessa inlåsta i ett Franz Jäger-skåp.

## Rollista (i urval)
| Gösta Ekman         | – Charles-Ingvar "Sickan" Jönsson |
| Ulf Brunnberg       | – Ragnar Vanheden                 |
| Björn Gustafson     | – Harry "Dynamit-Harry" Kruth     |
| Birgitta Andersson  | – Doris                           |
| Per Grundén         | – Direktör Wall-Enberg            |
| Kent Andersson      | – Kriminalinspektör Persson       |
| Dan Ekborg          | – Kriminalassistent Gren          |
| Margaretha Krook    | – Gertrude Germann, antikhandlare |
| Johann Neumann      | – "Ödlan"                         |
| Roland Janson       | – "Brorsan"                       |
| Catharina Alinder   | – Pirjo                           |
| Lennart Matikainen  | – bodybuilder                     |
| Lillemor Huggh      | – guide                           |
| Jose Guesp-Querglas | – Förfalskningsexpert             |

## Om filmen
Filmen är inspelad på Mallorca, men många inomhusscener är inspelade i Sverige.

## Musik
Filmens musik komponerades av Ragnar Grippe och utgavs 1989 på singeln Musik ur filmen Jönssonligan på Mallorca.